# Chlamydopteryx ridicularius
Chlamydopteryx ridicularius är en insektsart som först beskrevs av George Willis Kirkaldy 1906.  Chlamydopteryx ridicularius ingår i släktet Chlamydopteryx och familjen sköldstritar. Inga underarter finns listade i Catalogue of Life.